# Jrebeng Kembang
Jrebeng Kembang is een bestuurslaag in het regentschap Pekalongan van de provincie Midden-Java, Indonesië. Jrebeng Kembang telt 4104 inwoners (volkstelling 2010).